# Lijst van keizers van Mexico
Dit is een lijst van keizers van Mexico. 

## Eerste Mexicaanse Keizerrijk
- 1822-1823: Agustín de Iturbide (Agustín I)

### Pretendenten
- 1823-1824: Agustín I (geëxecuteerd)
- 1824-1866: Agustín II

## Tweede Mexicaanse Keizerrijk
- 1864-1867: Maximiliaan I (geëxecuteerd)

### Pretendenten
- 1867-1872: Salvador de Iturbide y de Marzán
- 1872-1925: Agustín de Iturbide y Green (ook wel Agustín III)
- 1925-1949: Maria Gizela Josefa Isabel
- 1949-heden: Maximiliaan van Götzen-Iturbide